# Petrus Kastenman
Lars Petrus Ragnar (Petrus) Kastenman (Bälinge, 15 augustus 1924 - Stenstorp, 10 juni 2013) was een Zweeds ruiter, die gespecialiseerd was in eventing. Kastenman won tijdens de Olympische Zomerspelen 1956 de gouden medaille in de eventing.

## Resultaten
- Olympische Zomerspelen 1956 in Stockholm  individueel eventing met Iluster
- Olympische Zomerspelen 1956 in Stockholm uitgevallen landenwedstrijd eventing met Iluster

1912: Axel Nordlander ·
1920: Helmer Mörner ·
1924: Dolf van der Voort van Zijp ·
1928: Charles Pahud de Mortanges ·
1932: Charles Pahud de Mortanges ·
1936: Ludwig Stubbendorf ·
1948: Bernard Chevallier ·
1952: Hans von Blixen-Finecke jr. ·
1956: Petrus Kastenman ·
1960: Lawrence Morgan ·
1964: Mauro Checcoli ·
1968: Jean-Jacques Guyon ·
1972: Richard Meade ·
1976: Edmund Coffin ·
1980: Euro Federico Roman ·
1984: Mark Todd ·
1988: Mark Todd ·
1992: Matt Ryan ·
1996: Blyth Tait ·
2000: David O'Connor ·
2004: Leslie Law ·
2008: Hinrich Romeike ·
2012: Michael Jung ·
2016: Michael Jung ·
2020: Julia Krajewski ·
2024: Michael Jung
- International Standard Name Identifier: 0000 0000 5486 2619
- LIBRIS: 193010
- Virtual International Authority File: 7360930